# Méasnes
Méasnes (1801 noch mit der Schreibweise Meane) ist eine französische Gemeinde im Département Creuse in der Region Nouvelle-Aquitaine (bis 2015 Limousin). Die Gemeinde mit 525 Einwohnern (Stand 1. Januar 2022) gehört zum Arrondissement Guéret und zum 2019 gegründeten Gemeindeverband Portes de la Creuse en Marche.

## Geografie
Die Gemeinde Méasnes an der Grenze zum Département Indre liegt am Lavaud, einem Nebenfluss der Creuse, zwischen den Städten Guéret (35 km entfernt) und Châteauroux (50 km entfernt).
Nachbargemeinden von Méasnes sind Montchevrier im Norden, Aigurande im Nordosten, Lourdoueix-Saint-Pierre im Osten und Süden, Nouzerolles im Südwesten, Lourdoueix-Saint-Michel im Westen sowie Orsennes im Nordwesten.

## Bevölkerungsentwicklung
| Jahr      | 1962 | 1968 | 1975 | 1982 | 1990 | 1999 | 2006 | 2014 | 2021 |
| --------- | ---- | ---- | ---- | ---- | ---- | ---- | ---- | ---- | ---- |
| Einwohner | 734  | 834  | 719  | 705  | 668  | 615  | 599  | 555  | 525  |

Im Jahr 1891 wurde mit 1662 Bewohnern die bisher höchste Einwohnerzahl ermittelt. Die Zahlen basieren auf den Daten von cassini.ehess und INSEE.

## Sehenswürdigkeiten
- Ruine der Burg Lavaud
- Kirche Saint-Gervaix, rekonstruiert im Jahr 1942

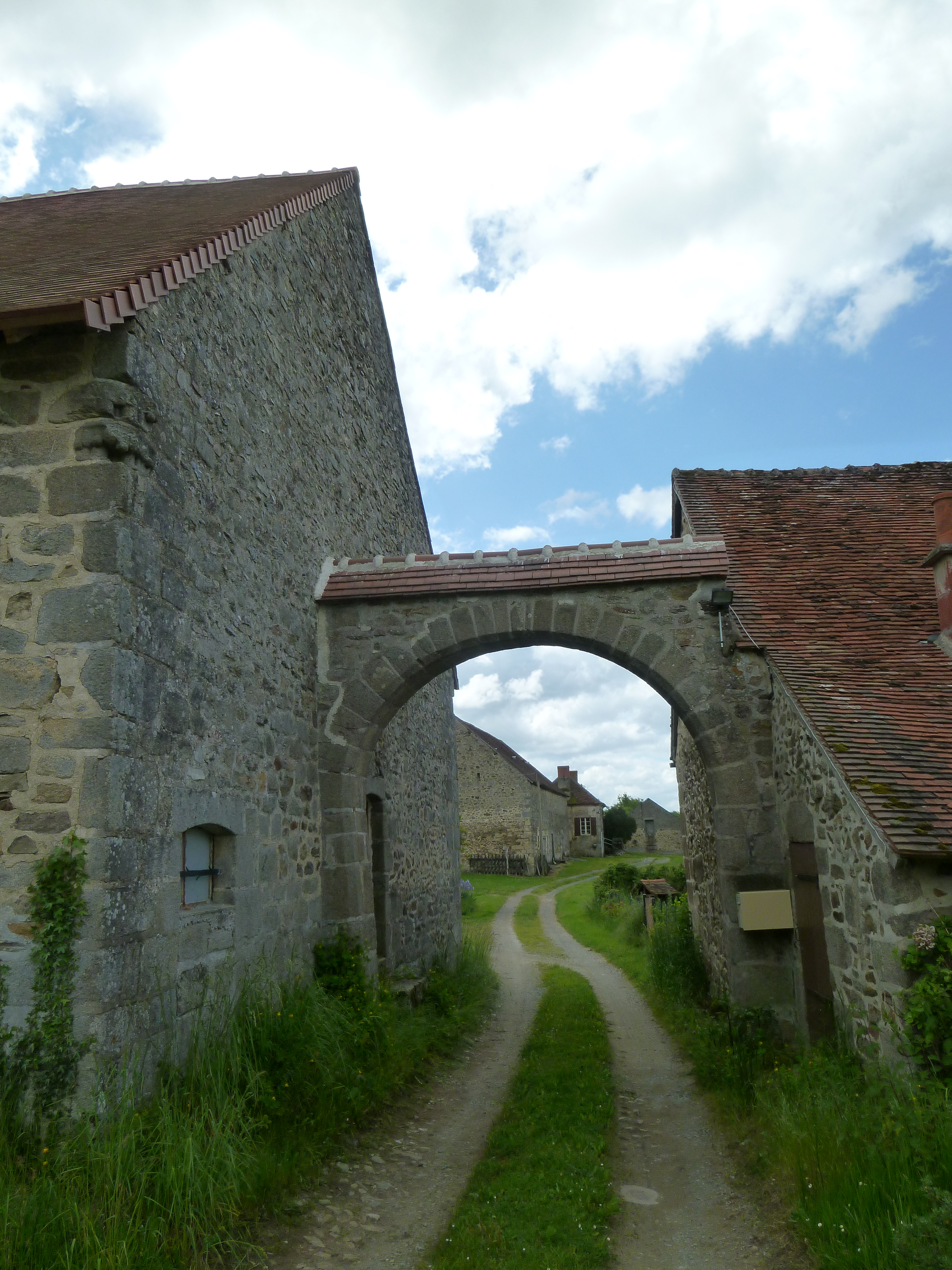
Eingangsportal des Klosters Aubepierre

- Kloster Aubepierre

## Wirtschaft und Infrastruktur
In der Gemeinde sind 33 Landwirtschaftsbetriebe ansässig (Getreide- und Gemüseanbau, Zucht von Rindern, Schafen und Ziegen, Schweinehaltung).
Die Gemeinde Méasnes ist durch Nebenstraßen mit allen Nachbargemeinden verbunden. Der nächste Autobahnanschluss befindet sich 30 Kilometer westlich nahe Saint-Benoît-du-Sault an der Autoroute A20.

## Belege
1. ↑  Ortsname auf cassini.ehess.fr
2. ↑  Méasnes auf cassini.ehess
3. ↑  Méasnes auf INSEE
4. ↑  Landwirtschaftsbetriebe auf annuaire-mairie.fr (französisch)